# Via Monalda
Via Monalda è una strada del centro storico di Firenze, situata tra via Porta Rossa e piazza degli Strozzi. 

## Storia
La titolazione ricorda le proprietà che la famiglia Monaldi ebbe lungo via Porta Rossa, in via Tornabuoni e in generale nell'area di piazza Strozzi, come la torre Monalda; da un Forese Monaldi si originò anche la famiglia Foresi, pure presente in questa zona. Il nome della strada è attestato dal Settecento, mentre in precedenza il tratto ebbe le denominazioni sia di via della Stufa (in ragione di bagni pubblici) sia di corso degli Strozzi, "perché, prima di costruire il famoso palazzo, gli Strozzi vi abitavano, come abitavano qui i Bartolini-Salimbeni. Fu dunque una via importante nei dintorni del Mercato Vecchio. Un incendio, nel Trecento, la danneggiò gravemente, ma anche oggi vi si notano edifici di una certa dignità". 

## Descrizione
Attualmente, nell'ambito della viabilità cittadina, il tracciato ha ruolo secondario. Tuttavia, essendo al limite degli interventi ottocenteschi di "risanamento", mantiene il carattere antico, con alcuni edifici di interesse storico. 

### Edifici
| Immagine | N°       | Nome                         | Descrizione |
| -------- | -------- | ---------------------------- | --- |
|          | 1r-3r-5r | Farmacia Porta Rossa         | Si tratta di un ampio edificio a tre piani posto d'angolo con via Porta Rossa, i cui prospetti non presentano elementi di particolare interesse. Nei locali sull'angolo, al terreno, ha sede la farmacia Porta Rossa, inserita tra gli esercizi storici fiorentini: fondata verso la fine dell'Ottocento pervenne agli attuali proprietari, la famiglia Savoia, nel 1945. Negli interni si conservano arredi della prima metà del Novecento. |
|          | 1        | Monte di Pietà dei Pazzi     | In origine tutto questo gruppo di fabbricati, compresa la torre, appartennne agli Strozzi. La parte più verso via Porta Rossa fu venduta nel XV secolo ai Bartolini, poi passò ai Rucellai e poi ancora ai Bracci. Il resto, dagli Strozzi, pervenne ai Pazzi nel XVI secolo e da Pier Maria dei Pazzi l'acquistò nel 1642 il Monte di Pietà per istituirvi uno dei Presti o arroti, come filiale del Monte detto "dei Pilli"; questo venne detto "dei Pazzi". Attualmente il complesso si presenta sulla strada con un primo corpo a tre piani con mezzanino organizzato per sei assi. Sempre con riferimento al Monte di Pietà è lo scudo posto all'estrema sinistra del fronte, con una croce posta su un monte a sei cime. Attualmente il complesso è occupato, compresa la torre, dall'Hotel Golden Tower. |
|          | 2        | Palazzetto dei Foresi        | Era questa una delle molte case che i Foresi avevano in questa zona. Posseduta dalla famiglia fino alla metà del Cinquecento, passò poi ai Torrigiani; nel 1927 era del marchese Augusto Pasquali da Cepparello. Si presenta con una facciata cinquecentesca, recentemente restaurata, con belle finestre ad arco caratterizzate da cornici a bozze di pietra particolarmente rilevate, allineate per quattro assi su cornici di ricorso. Al terreno le quattro aperture (due finestre centrali e due porte laterali) sono frutto di un intervento novecentesco. Il grande portale, sempre profilato da bugne di pietra, è sulla sinistra, in un corpo a un piano che si affianca senza soluzione di continuità al corpo principale a tre piani. Da qui si può accedere a una serie di case all'interno dell'isolato che davano sull'accecato vicolo dei Foresi (di cui rimane solo un tratto come passaggio interno, con accesso da piazza Strozzi tra il palazzo dell'Unione Militare e il palazzo dello Strozzino). |
|          | 15r      | Torre degli Strozzi          | L'edificio, assieme alle costruzioni circostanti, apparteneva in origine alla famiglia Strozzi che, secondo la tradizione, qui aveva la propria residenza principale che mantenne fino al suo trasferimento nel vicino e ben più grandioso palazzo Strozzi. Nel 1642 passò, come la casa adiacente, al Monte di Pietà per istituirvi una filiale. Attualmente si presenta inserita a filo della cortina edilizia e di identica altezza all'edificio che l'affianca, ma in origine dovette essere ben più alta e svettare rispetto al tessuto edilizio circostante. Il fronte è caratterizzato dal tipico filaretto in pietra, con buche pontaie provviste di robuste mensole a individuare complessivamente quattro piani. Le tre finestre sono disassate e, al terreno, si apre un portale con arco inferiore ribassato e superiore acuto. |
|          | 6        | Palazzo dell'Unione Militare | Antica proprietà degli Strozzi, la casa si presenta nelle forme conferitele da un intervento collocabile tra il tardo Ottocento e i primi del secolo successivo che ne ha riconfigurato e soprelevato il fronte conferendogli caratteri neogotici, di modo che questo oggi si presenta sulla piazza con quattro piani più un mezzanino. Originale (secondo quanto indicato dalla letteratura) lo scudo che si staglia al centro della facciata, riferibile alla famiglia Monaldi (pavone con una rosa). |

### Lapidi
All'estremità della via, verso piazza Strozzi sull'edificio del retro di palazzo Cambi del Nero si trova una lapide in marmo (purtroppo mortificata dai tubi delle grondaie, ma che ha una copia identica su palazzo Strozzi alla cantontata tra la piazza e via degli Strozzi) con una lunga iscrizione datata 1762 e relativa a un bando dei Capitani di Parte che proibive la vendita e il mercato sulla piazza degli Stozzi "a tutti i cocomerai poponai fruttaioli ferravecchi rivenditori e barulli". L'importanza dell'iscrizione, già sottolineata da Francesco Bigazzi, è peraltro legata alla memoria dell'antica denominazione del luogo come piazza delle Cipolle. 
| GL'ILL:MISS:RICAPITANI DI PARTE DELLA CITTÀ DI FIRENZE IN ESECUZIONE DI BENIGNO RESCRITTO DI S.M.I. DEL DI 6 OTTOBRE 1762.CON IL PRESENTE PUBBLICO EDITTO PROIBISCONO A TUTTI I COCOMERAI POPONAI FRUTTAIUOLI FERRAVECCHI RIVENDITORI E BARULLI E A QUALUNQUE ALTRO GENERE DI PERSONE DI STARE A VENDERE E RIVENDERE FRUTTE PANNI FERRIVECCHI E QUALUNQUE ALTRA SORTE DI ROBE NELLA PIAZZA DEGLI STROZZI SOTTO PENA A'TRASGRESSORI DI LIRE CINQUE PER CIASCUNO E CIASCUNA VOLTA DA APPLICARSI TUTTA AGLI ESECUTORI CHE GLI TROVERANNO IN FRAGRANTI CON PIÙ L'ARBITRIO DEL MAGISTRATO LORO ILL.MO E PER PROVVEDERE AL PUBBLICO SERVIZIO DICHIARANO CHE PER LO SCARICO E CONTRATTAZIONE DE POPONI COCOMERI E ALTRE FRUTTE RESTA DESTINATA LA PIAZZA NUOVA DI S.M.ANOVELLA CHE PER DO USO ED EFFETTO È STATA SURROGATA A QUELLA DEGLI STROZZI. FATTO IN FIRENZE GLI 13 OTTOBRE 1762. URBANO URBANI CANC:RE |

Sul palazzo dell'Unione Militare si trova poi una lapide al favolista Luigi Fiacchi detto Clasio:
| QUI LUIGI CLASIO CELEBRE FAVOLEGGIATORE SCRISSE SCHERZANDO LA VERITÀ |